# ViaMobilidade Linhas 5 e 17
ViaMobilidade Linhas 5 e 17 é uma empresa pertencente ao Grupo CCR, sendo responsável pela operação, manutenção e investimentos nas linhas 5–Lilás e 17–Ouro do Metrô de São Paulo por 20 anos, (2018-2038/2020-2040) por meio de contrato de concessão público-privada, em parceria com o Governo do Estado de São Paulo.
Além da CCR, o consórcio também tem como investidor a RuasInvest, braço de um dos mais tradicionais grupos de ônibus que atuam na cidade de São Paulo. As duas empresas também gerenciam a Linha 4–Amarela do Metrô de São Paulo, através da ViaQuatro, e as linhas 8–Diamante e 9–Esmeralda, através da ViaMobilidade Linhas 8 e 9. Além disso, o consórcio irá operar a Linha 17–Ouro, que atualmente está em construção num trecho que deverá ligar a Estação Morumbi da Linha 9–Esmeralda, na Marginal Pinheiros, ao Aeroporto de Congonhas, na Zona Sul de São Paulo.

## Frota da ViaMobilidade
A Linha 5–Lilás conta com uma frota de 34 trens, de 6 carros cada:
| Imagem | Linha | Ano       | Fabricante | Trens | Numeração Frota / Carros |
|        | 5     | 2001/2002 | Alstom     | 08    | 501 a 508 (F)            |
|        | 5     | 2013/2014 | CAF        | 26    | 509 a 534 (P)            |